# Wapen van Zuid-Georgia en de Zuidelijke Sandwicheilanden

Wapen van Zuid-Georgia en de Zuidelijke Sandwicheilanden

Het wapen van Zuid-Georgia en de Zuidelijke Sandwicheilanden is in gebruik sinds 14 februari 1985. De eilandengroep werden dat jaar een territorium, omdat het gebied los kwam van de Falkland Eilanden, samen behoorden zij tot de Falkland Islands Dependencies.

## Het wapen
Het wapen blauw wit geruit met daarop in donkerblauw twee gouden sterren die afkomstig zijn van het wapen van James Cook. Onder de twee sterren staat de Britse leeuw, deze houdt de fakkel van het wapen van de Falkland Islands Dependencies vast, ook dit is allemaal goud. De fakkel staat symbool voor ontdekking.
Het wapen wordt gehouden door een zeebeer en een macaronipinguïn. De zeehond staat op een rots en de pinguïn staat op een ijsschots. Daarnaast heeft het wapen nog een rendier als helmteken, deze staat symbool voor de twee kuddes die op het eiland South Georgia voorkomen. 
Het wapen heeft ook een wapenspreuk: Leo Terram Propriam Protegat. Dit is Latijn voor (Laat de) Leeuw zijn eigen land beschermen.

## Trivia
- Het wapen wordt ook op de vlag van Zuid-Georgia en de Zuidelijke Sandwicheilanden gebruikt.